# 4-氰基异噻唑
4-氰基异噻唑是一种有机硫化合物，化学式为C4H2N2S，它是氰基异噻唑的同分异构体之一。它可由甲基丙烯腈、磺酰氯和硫代亚硝酰氯三聚体反应得到。它可以被氢化铝锂还原为异噻唑-4-甲胺。